# 奧次山麓冰川
76°25′S 162°35′E / 76.417°S 162.583°E
奧次山麓冰川是南極洲的冰川，位於維多利亞地，處於科克伍德山脈以東，流經弗賴冰川和莫森冰川，在1957年由新西蘭探險隊測量和命名。